# Sorgenfri Boys IK
Sorgenfri Boys IK var en fotbollsklubb från Malmö. Föreningen bildades 1997 genom en sammanslagning av Sorgenfri IK och IF Malmö Boys. Föreningen spelade sina hemmamatcher på Rosengård Norra IP. 
Föreningen spelade sin sista säsong 2005, då i Division 7 Skåne Sydvästra A.